# Justiziar
Ein Justiziar (auch Justitiar, in der Privatwirtschaft als Anglizismus auch Legal Counsel) ist ein für alle Rechtsangelegenheiten eines Unternehmens oder einer Behörde zuständiger Mitarbeiter. Neben rechtlicher Beratung der Unternehmensführung bzw. Behörde zählt zu den Aufgaben eines Justiziars vor allem die Überwachung des rechtskonformen Ablaufs des Geschäftsbetriebs sowie die Vertretung des Unternehmens bzw. der Behörde in Rechtsstreitigkeiten gegenüber Dritten und vor den Gerichten des ersten Rechtszugs.
Das von diesem ausgeübte Amt wie auch die entsprechende von ihm geleitete Rechtsabteilung werden als Justitiariat (Justiziariat) bezeichnet.

## Geschichte

### Sizilien
Im normannischen Königreich Sizilien war der iustitiarius der höchste Provinzialbeamte. Er war insbesondere für die Strafgerichtsbarkeit zuständig. Das Amt wurde von den normannischen Königen um 1140 eingerichtet und bestand bis zur Angliederung an die spanische Krone im 15. Jahrhundert.
Im 12. Jahrhundert trat ein magister justitiarius im Königreich Sizilien auf, der dem königlichen Gerichtshof (Magna Curia) vorsaß, und der – mit Unterstützung von Assistenten – unter anderem alle Fälle entschied, die der Krone vorbehalten waren. Es ist denkbar, dass Titel und Amt aus England übernommen worden waren.

### England und Schottland
Im Königreich England war im 12. und 13. Jahrhundert der Justiciar der leitende Minister der englischen Könige, der nicht nur oberster Richter war, sondern auch die Verwaltung leitete und im Falle der Abwesenheit des Königs als Vizekönig fungierte.
In Schottland waren die Justiciars im Mittelalter die höchsten Rechtsbeamten als Vertreter des Königs, die jeweils für einen Teil des Reiches zuständig waren.

## Aufgaben und Ausbildung in Deutschland

### Aufgaben
Der Justiziar berät und vertritt die ihn anstellende Einrichtung (Behörden, Verbände und Unternehmen) bei rechtlichen Fragestellungen und erstellt für sie u. a. Rechtsgutachten. Das Justiziariat ist damit organisatorischer Bestandteil eines Unternehmens oder einer Behörde. Zu seinen Aufgaben zählt die vorbeugende rechtliche Beratung der Behörden- bzw. Unternehmensführung wie deren rechtliche Vertretung im Streitfall gegenüber Dritten.
Vor Behörden und Gerichten, bei denen keine Pflicht zur anwaltlichen Vertretung besteht (Amtsgericht, Verwaltungsgericht, Finanzgericht, Sozialgericht oder Arbeitsgericht) kann ein Justiziar seine anstellende Einrichtung als Prozessbevollmächtigter vertreten. Besteht Anwaltszwang, kann er neben einem Rechtsanwalt als Beistand auftreten. Syndikusanwälten ist es nach § 46c Abs. 2 BRAO berufsrechtlich weitestgehend verboten, für ihren Arbeitgeber in ihrer Eigenschaft als Syndikusrechtsanwalt vor Gericht aufzutreten.
Justiziare einer Behörde mit der Befähigung zum Richteramt sind vor Gerichten der Verwaltungs-, Finanz- und Sozialgerichtsbarkeit postulationsfähig, obgleich sie keine Rechtsanwälte sind, vgl. z. B. § 67 Abs. 4 VwGO, § 78 Abs. 2 ZPO, § 10 Abs. 4 FamFG.

### Ausbildung
Für die Tätigkeit eines Justiziars gibt es in Deutschland keine gesetzlich vorgeschriebene Ausbildung. Arbeitgeber verlangen oft ein mit der Ersten juristischen Prüfung abgeschlossenes Hochschulstudium oder einen vergleichbaren akademischen Abschluss, wie etwa als Wirtschaftsjurist oder Diplom-Rechtspfleger (FH) bzw. Diplom-Verwaltungswirt (FH). Im öffentlichen Dienst wird für die Anstellung als Justiziar teils auch die Befähigung zum Richteramt verlangt.
Will der Justiziar zugleich als Syndikus tätig sein, muss er die zulassungsrechtlichen Voraussetzungen eines Rechtsanwalts erfüllen und sich einem Zulassungsverfahren unterziehen.